# Kraljevska jabuka
Kraljevska jabuka (lat. Globus Cruciger, od globus „kugla“, crux „križ“ i gerere „nositi“) ili kraljevska kugla je, pored žezla, simbol najviše vlasti i časti vladara u obliku zemaljske kugle s križem.
Simbolizira snagu i svjetsku prevlast kršćanskog vladara.

## Povijest
Kraljevska jabuka povijesno seže sve do globusa Rimljana koji simbolizira svjetsku prevlast Rimskog Carstva
Smatra se da pobija hipoteze koja je stvorena u 19. stoljeću (i do danas još uvijek često prisutan stav) da je u srednjem vijeku u Europi postojala doktrine o zemlji u obliku ravne ploče.

## Galerija
- Globus cara Karina.
- Kraljevska jabuka njemačkog Kaisera.
- Ruska kraljevska jabuka.
- Austrijska kraljevska jabuka.
- Britanska kraljevska jabuka.
- Danska kraljevska jabuka.
- Karlo Veliki.
- Barbarossa.
- Heraldika.